# بربور لويس
بربور لويس (بالإنجليزية: Barbour Lewis)‏ هو قاضي ومحامي وسياسي أمريكي، ولد في 5 يناير 1818 في ألبور في الولايات المتحدة، وتوفي في 15 يوليو 1893 في كولفاكس في الولايات المتحدة. حزبياً، نشط في الحزب الجمهوري. وقد انتخب عضو مجلس النواب الأمريكي.